# 芳養駅
芳養駅（はやえき）は、和歌山県田辺市芳養松原にある、西日本旅客鉄道（JR西日本）紀勢本線（きのくに線）の駅である。同線では朝来駅、冷水浦駅と並んで難読駅として知られている。

## 歴史
- 1932年（昭和7年）11月8日：国鉄紀勢西線南部駅 - 紀伊田辺駅間延伸に伴い開業[1][2]。
- 1959年（昭和34年）7月15日：現在の紀勢本線が全通、紀勢本線所属となる[1]。
- 1971年（昭和36年）10月1日：貨物取扱を廃止[2]。
- 1978年（昭和53年）4月1日：荷物扱い廃止[2]。
- 1985年（昭和60年）3月14日：無人駅化[3]。
- 1987年（昭和62年）4月1日：国鉄分割民営化に伴い、西日本旅客鉄道（JR西日本）の駅となる[1][2]。
- 2020年（令和2年）3月14日：ICカード「ICOCA」が利用可能となる[4]。

## 駅構造
相対式ホーム2面2線を有する地上駅。保線用の線路の分岐器はあるが、絶対信号機を持たないため、停留所に分類される。御坊・和歌山方面行きホーム側に駅舎があり、反対側の紀伊田辺方面行きホームとは跨線橋によって結ばれている。古くからの木造駅舎が残っている。紀伊田辺駅管理の無人駅で、自動券売機等は設置されていない。2020年3月14日からICOCAなどの交通系ICカードが利用できるようになった。

### のりば
| のりば | 路線       | 行先               |
| ------ | ---------- | ------------------ |
| 1      | きのくに線 | 和歌山・天王寺方面 |
| 2      | きのくに線 | 紀伊田辺・新宮方面 |

- 上表の路線名は旅客案内上の名称（愛称）で表記している。

## 利用状況
近年の1日平均乗車人員は以下の通り。
| 年度   | 1日平均 乗車人員 |
| ------ | ---------------- |
| 1998年 | 97               |
| 1999年 | 85               |
| 2000年 | 79               |
| 2001年 | 81               |
| 2002年 | 91               |
| 2003年 | 108              |
| 2004年 | 103              |
| 2005年 | 93               |
| 2006年 | 82               |
| 2007年 | 84               |
| 2008年 | 78               |
| 2009年 | 64               |
| 2010年 | 67               |
| 2011年 | 73               |
| 2012年 | 82               |
| 2013年 | 97               |
| 2014年 | 81               |
| 2015年 | 72               |
| 2016年 | 77               |
| 2017年 | 81               |
| 2018年 | 94               |
| 2019年 | 71               |
| 2020年 | 65               |
| 2021年 | 62               |
| 2022年 | 60               |

## 駅周辺
- 国道42号
- 田辺市役所芳養連絡所
- 田辺市立芳養小学校
- 芳養保育所
- 田辺芳養郵便局
- JA紀南芳養支所
- 芳養王子社（大神社）
- 芳養川

### バス路線
- 龍神自動車 - 「芳養駅」停留所
  - みなべ線：南部駅 / 紀伊田辺
- 明光バス・西武観光バス - 「芳養駅前」停留所
  - 夜行高速バス東京線「ホワイトビーチシャトル」：YCAT（横浜駅）・バスタ新宿（新宿駅）・池袋駅東口・大宮駅西口・西武バス大宮営業所

## 隣の駅
西日本旅客鉄道（JR西日本）
 きのくに線（紀勢本線）
■快速・■普通
紀伊田辺駅 - 芳養駅 - 南部駅